# Escuelas Públicas del Condado de Seminole
Las Escuelas Públicas del Condado Seminole es el distrito escolar del condado de Seminole, Florida. Tiene su sede en el Centro de Apoyo Educativo en Sanford. En el octubre de 2010, el distrito tuvo 64.946 estudiantes, incluyendo 27.744 estudiantes de las escuelas primarias, 14.919 estudiantes de las escuelas medias, 20.678 estudiantes de las escuelas prepatorias, y 1.605 otros estudiantes. El consejo escolar tiene cinco miembros.